# Красиловка (Починковский район)
Красиловка— деревня в Смоленской области России, в Починковском районе. Население — 257 жителей (2007 год). Расположена в центральной части области в 12 км к юго-востоку от Починка, южнее автодороги Починок — Шмаково, на правом берегу реки Хмара. Входит в состав Климщинского сельского поселения.

## Экономика
Сельхозпредприятия, дом культуры. В деревне находится гидрологический пост на реке Хмара..